# تيري موران
تيري موران (بالإنجليزية: Terry Moran)‏ هو صحفي أمريكي، ولد في 9 ديسمبر 1959 في شيكاغو في الولايات المتحدة.

## وصلات خارجية
- تيري موران على موقع إن إن دي بي (الإنجليزية)